# NGC 483
NGC 483 je galaksija u zviježđu Ribe.

## Vanjske poveznice
- SEDS: NGC 483